# Мамаду Ба
Мамаду Тајру Ба (фр. Mamadou Tahirou Bah; 9. јануар 1999) гвинејски је пливач чија ужа специјалност су спринтерске трке слободним стилом. 

## Спортска каријера
Ба је на међународној пливачкој сцени требало да дебитује 2016. на Светском првенству у малим базенима у Виндзору али на крају није успео да допутује у Канаду и такмичи се на том првенству. Међународни деби је имао две године касније на првенству света у малим базенима у кинеском Хангџоуу 2018. где није успео да исплива неки значајни резултат. 
На светском првенству у великим базенима одржаном у корејском Квангџуу 2019. је пливао у квалификационим тркама на 50 слободно (120) и 100 слободно (118. место). Месец дана касније је пливао и на Афричким играма у Рабату. 